# Niko Kovač
Niko Kovač (phát âm tiếng Serbia-Croatia: [nǐːko kǒʋaːtʃ, - kô-]; sinh ngày 15 tháng 10 năm 1971) là huấn luyện viên bóng đá của câu lạc bộ Borussia Dortmund tại Bundesliga và cựu cầu thủ bóng đá chuyên nghiệp người Croatia.
Kovač từng có thời gian dài là đội trưởng của đội tuyển quốc gia Croatia cho đến khi giã từ bóng đá quốc tế vào tháng 1 năm 2009. Ông là một tiền vệ phòng ngự nổi tiếng với kỹ năng chuyền bóng và xử lý xuất sắc. Vào thời điểm giải nghệ, ông là cầu thủ lớn tuổi nhất trong đội hình Croatia và đã từng là đội trưởng tại World Cup 2006 và Euro 2008. Ông cũng từng chơi bóng ở đẳng cấp cao tại những câu lạc bộ hàng đầu, đã dành phần lớn sự nghiệp tại giải Bundesliga của Đức, bao gồm Hertha BSC, Bayer Leverkusen, Hamburger SV và Bayern Munich.
Ông kết thúc sự nghiệp thi đấu của mình với câu lạc bộ Áo Red Bull Salzburg, sau đó đảm nhận vai trò huấn luyện viên đội dự bị và cuối cùng trở thành trợ lý dưới thời huấn luyện viên Ricardo Moniz. Vào tháng 1 năm 2013, Kovač tiếp quản đội tuyển U-21 quốc gia Croatia và vào tháng 10 năm 2013, ông đã trở thành huấn luyện viên đội tuyển Croatia sau khi Igor Štimac bị sa thải. Kovač dẫn dắt Croatia tại World Cup 2014, sau đó trở thành huấn luyện viên trưởng của Eintracht Frankfurt năm 2016, vô địch cúp bóng đá Đức 2018.

## Sự nghiệp cấp câu lạc bộ

### Khởi đầu (1987–1996)
Kovač bắt đầu theo học bóng đá khi 8 tuổi tại câu lạc bộ Rapide Wedding tại địa phương. Sau đó, ông bắt đầu chơi cho Hertha Zehlendorf và sớm trở thành thành viên của đội một. Ông chuyển đến Hertha BSC vào mùa hè năm 1991 và bắt đầu sự nghiệp chuyên nghiệp của mình với câu lạc bộ thi đấu tại giải 2. Bundesliga. Khi còn trẻ, ngoài bóng đá, Kovač còn luyện tập judo, có được đai xanh. Sau khi học xong trung học, ông tiếp tục học tại Đại học Tự do Berlin. Ông theo đuổi khóa học về kinh doanh khi chơi cho Hertha BSC. Sau 8 học kỳ, ông rời trường đại học khi ký hợp đồng với Bayer Leverkusen.

### Bayer Leverkusen (1996–1999)
Mùa hè năm 1996, Kovač rời Hertha, chuyển sang chơi cho Bayer Leverkusen. Ông ra mắt Bundesliga vào ngày 17 tháng 8 năm 1996, vào sân thay người sau giờ nghỉ tại trận mở màn mùa giải 1996-97, đó là trận thắng 4-2 trên sân nhà trước Borussia Dortmund. Ông thi đấu 32 trận tại Bundesliga trong mùa đầu tiên với Leverkusen, ghi được 3 bàn thắng. Tuy nhiên, trong 2 mùa giải tiếp theo, ông chủ yếu chỉ được vào sân từ ghế dự bị, bỏ lỡ một số trận đấu quan trọng - sau khi gặp phải chấn thương tại trận đấu trên sân nhà trước VfB Stuttgart vào tháng 12 năm 1997. Sau 3 mùa giải chơi cho Leverkusen, ông có 77 lần ra sân và 8 bàn thắng tại Bundesliga. Ông là đồng đội với em trai Robert tại câu lạc bộ.

### Hamburger SV (1999–2001)
Kovač gia nhập Hamburger SV vào mùa hè năm 1999 và trải qua 2 mùa giải với câu lạc bộ, với 55 lần ra sân và 12 bàn thắng tại Bundesliga.

### Bayern Munich (2001–2003)
Tháng 7 năm 2001, Kovač đã ký hợp đồng với đội đương kim vô địch Bundesliga và Champions League, Bayern Munich. Kovač gia nhập câu lạc bộ cùng với em trai của mình, Robert Kovač. Tuy nhiên, sau 2 mùa giải không được ra sân thường xuyên, Kovač rời Bayern để có lần thứ hai thi đấu cho Hertha BSC vào hè năm 2003. Tổng cộng, ông xuất hiện trong 34 trận đấu tại Bundesliga và ghi ba bàn cho Bayern ở giải đấu.

### Hertha BSC (2003–2006)
Kovač ký hợp đồng với Hertha một lần nữa. Ông đã có 75 lần ra sân ở Bundesliga cho Hertha và ghi 8 bàn cho câu lạc bộ tại giải.

### Red Bull Salzburg (2006–2009)
Sau World Cup 2006, Kovač rời Hertha sau ba mùa giải ở Bundesliga, chuyển sang Áo thi đấu cho Red Bull Salzburg. Ông thường xuyên có mặt trong đội hình của Salzburg và cũng xuất hiện trong tất cả bốn trận vòng loại UEFA Champions League vào mùa hè năm 2006. Ngày 26 tháng 8 năm 2006, ông đã ghi bàn thắng đầu tiên cho Red Bull Salzburg tại Bundesliga Áo, ghi bàn thắng thứ 2 trong chiến thắng 4-0 trên sân nhà trước Wacker Tirol. Tháng 5 năm 2008, ông ký hợp đồng thêm một năm cho đến mùa hè năm 2009. Vào ngày 29 tháng 5 năm 2009, Kovač rời câu lạc bộ sau 3 năm với Red Bull và giã từ bóng đá chuyên nghiệp. Ông chơi trận đấu cuối cùng cho Red Bull trong trận giao hữu với câu lạc bộ cũ Bayern Munich; được thay ra sau 15 phút đầu tiên.

## Sự nghiệp quốc tế
Kovač ra mắt quốc tế trong trận giao hữu của Croatia với Morocco vào ngày 11 tháng 12 năm 1996 tại Casablanca. Sau đó, ông cũng xuất hiện trong 3 trận đấu vòng loại FIFA World Cup 1998, nhưng đã bỏ lỡ vòng chung kết ở Pháp vì không kịp bình phục chấn thương trước giải đấu. Sau đó ông không được gọi vào đội tuyển quốc gia trong 2 năm, trước khi trở lại trong trận giao hữu với Pháp vào tháng 11 năm 1999.
Ở cấp độ quốc tế, Kovač đã chơi cho Croatia trong 5 trận đấu vòng loại World Cup 2002 và ghi 1 bàn trong chiến thắng 4-0 của Croatia trước San Marino. Tại vòng chung kết, ông ra sân ngay từ đầu trong cả ba trận đấu vòng bảng, trước khi Croatia bị loại vì chỉ xếp thứ 3. Ông cũng tham dự nhiều trận vòng loại Euro 2004, có 7 lần ra sân và ghi hai bàn thắng trong các trận đấu trên sân khách, đó là trận thắng 1-0 trước Estonia và bàn thắng mở tỷ số trong chiến thắng 3-0 trước Andorra. Ông cũng đã chơi toàn bộ 3 trận đấu vòng bảng tại vòng chung kết Euro 2004 ở Bồ Đào Nha và ghi bàn thắng trong trận đấu cuối cùng với đội tuyển Anh. Tuy nhiên, Croatia đã thua 4-2 và một lần nữa bị loại khỏi giải đấu với vị trí thứ 3 trong bảng.
Sau Euro 2004, Kovač trở thành đội trưởng của đội tuyển quốc gia Croatia và dẫn dắt đội bóng vượt qua chiến dịch vòng loại vòng chung kết FIFA World Cup 2006 tại Đức. Ông đã xuất hiện 9 trong 10 trận đấu vòng loại và ghi được 2 bàn thắng, cả hai bàn ghi trong chiến thắng 4-0 của Croatia trước Iceland trên sân nhà ở Zagreb. Tại vòng chung kết, ông thi đấu trong cả ba trận đấu của đội tuyển Croatia, mặc dù phải chịu một chấn thương khiến ông phải rời sân sau 40 phút của trận đấu mở màn với Brazil. Kovač đã ghi bàn thắng giúp Croatia vượt lẻn 2-1 trong trận đấu cuối cùng với Australia. Tuy nhiên, trận đấu đã kết thúc với tỷ số hòa 2-2 và Croatia đã bị loại do một lần nữa đứng thứ 3 trong bảng. Đây là lần thứ 3 liên tiếp Croatia đứng thứ 3 vòng bảng tại một giải đấu lớn.
Euro 2008, giải đấu lớn cuối cùng mang lại nhiều vui buồn lẫn lộn cho đội trưởng Kovač. Những màn trình diễn của ông trước Đức và Thổ Nhĩ Kỳ đã không được đền đáp. Trận gặp Đức, ông là cầu thủ xuất sắc nhất trận, đá cặp cùng với Luka Modrić. Trận gặp Thổ Nhĩ Kỳ, ông hạn chế được rất nhiều pha bóng nguy hiểm từ xa của đối thủ. Trước và sau trận đấu đó, Kovač đã nhắc lại ý định giã từ đội tuyển sau Euro 2008, tuy nhiên, sau cuộc trò chuyện với huấn luyện viên Slaven Bilić, ông thay đổi ý định.
Kovač cuối cùng đã tuyên bố giã từ sự nghiệp quốc tế vào ngày 7 tháng 1 năm 2009, vì muốn các cầu thủ trẻ hơn được trao cơ hội ở đội tuyển Croatia.

## Sự nghiệp huấn luyện

### Red Bull Salzburg (2009–15)

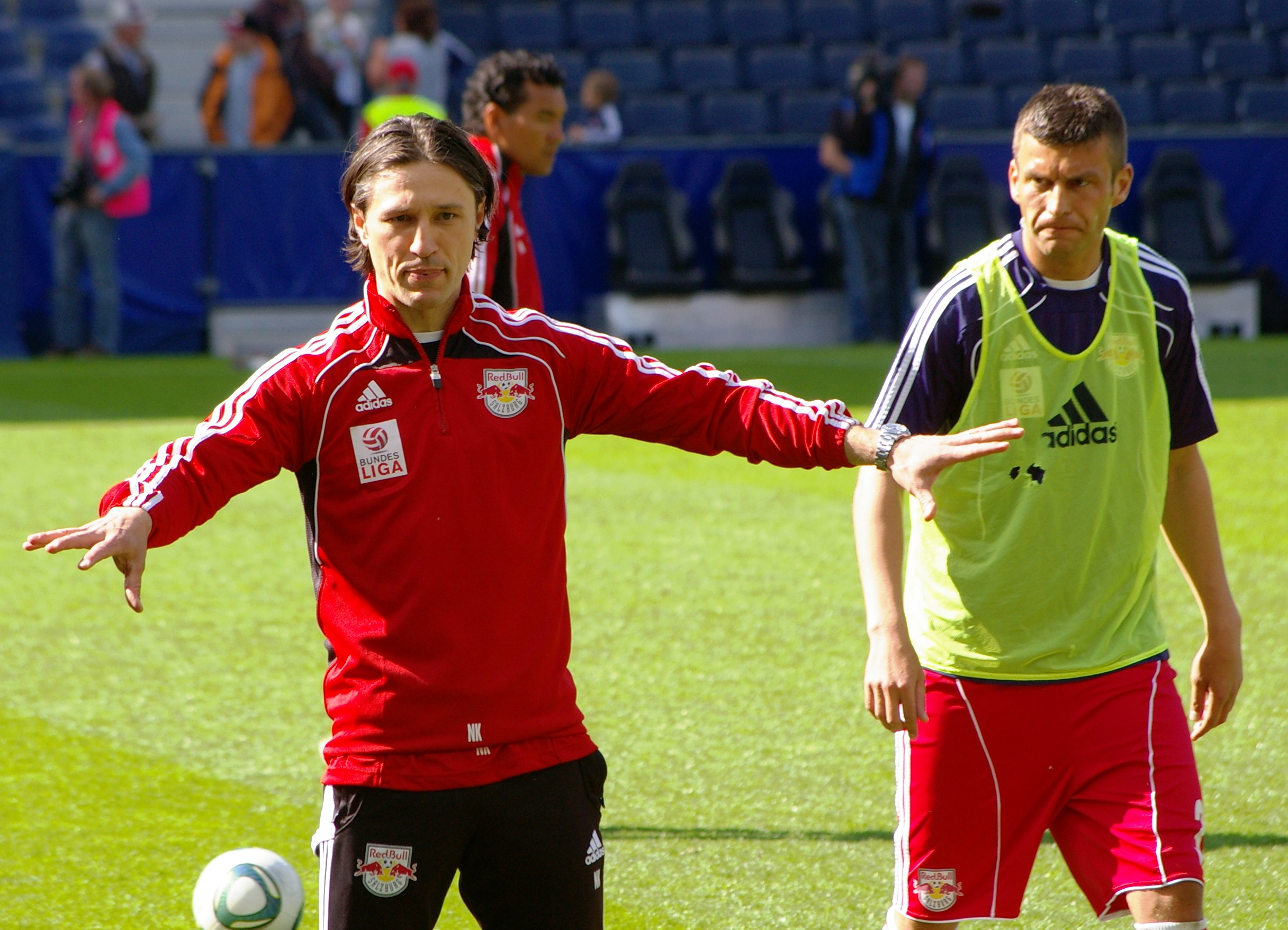
Kovač trên cương vị trợ lý huấn luyện viên của Red Bull Salzburg

Sau khi giã từ bóng đá chuyên nghiệp, Kovač trở thành huấn luyện viên của đội 2 FC Red Bull Salzburg, Red Bull Junencies, từ ngày 16 tháng 6 năm 2009  đến ngày 7 tháng 4 năm 2011. Trong mùa giải 2009-10, đội kết thúc ở vị trí thứ 6  và bị loại ở Cup quốc gia Áo tại vòng 2 trong loạt đá luân lưu. Trận đấu cuối cùng của ông trên cương vị huấn luyện viên đội là trận hòa 1-1 với SV Seekirchen. Năm 2011, ông được bổ nhiệm làm trợ lý huấn luyện viên của đội một  dưới thời huấn luyện viên trưởng Ricardo Moniz. Sau khi Moniz từ chức vào tháng 6 năm 2012, Kovač là một trong những ứng cử viên cho vị trí này. Tuy nhiên cuối cùng ghế huấn luyện viên trưởng đã thuộc về Roger Schmidt, và Kovač rời khỏi Salzburg.

### Croatia (2013–15)

#### U-21
Ngày 21 tháng 1 năm 2013, Igor Štimac, huấn luyện viên trưởng của đội tuyển quốc gia Croatia, tuyên bố rằng Kovač, cùng với em trai Robert là trợ lý huấn luyện viên, sẽ đảm nhiệm vị trí huấn luyện viên trưởng đội U-21 Croatia. Nhiệm vụ của ông là giúp đội tham dự Giải vô địch bóng đá U-21 châu Âu 2015. Theo kết quả bốc thăm, Croatia nằm ở bảng 5 của vòng loại, cùng với Thụy Sĩ, Ukraine, Latvia và Liechtenstein. Trong 4 trận đầu tiên, Croatia giành được 12 điểm tối đa với hiệu số bàn thắng bại là 13-0. Ông đã ra mắt với chiến thắng 5-0 trên sân khách trước Liechtenstein, sau đó có thêm 2 chiến thắng trên sân khách trước Ukraine và Thụy Sĩ.

#### Đội tuyển quốc gia
Sau khi Croatia thua 3 trên 4 trận cuối cùng vòng bảng của vòng loại World Cup 2014 và chỉ giành được 1 điểm, huấn luyện viên trưởng Štimac bị sa thải. Tuy nhiên vì xếp thứ 2 bảng đấu, Croatia vẫn còn cơ hội tham dự World Cup 2014 nếu thắng trận play-off.
Ngày 16 tháng 10 năm 2013, Davor Šuker, chủ tịch Liên đoàn bóng đá Croatia (CFF), tuyên bố Niko Kovač sẽ tiếp quản vị trí huấn luyện viên trưởng đội tuyển quốc gia Croatia. Hợp đồng được ký 2 năm với Kovač và các trợ lý bao gồm em trai Robert Kovač, Vatroslav Mihačić và Goran Lacković, đến khi kết thúc Euro 2016.
Hai trận đấu đầu tiên của ông trên cương vị huấn luyện viên trưởng Croatia là ở trận play-off vòng loại World Cup với Iceland. Croatia đã đủ điều kiện tham dự World Cup 2014 tại Brasil sau khi giành chiến thắng trong trận đấu play-off với Iceland với tổng tỷ số 2-0 sau 2 lượt. Tại World Cup 2014, Croatia thắng 1 trận và thua 2 trận, Croatia bị loại vì chỉ đứng thứ 3 trong bảng.
Ngày 9 tháng 9 năm 2015, CFF sa thải Kovač  sau khi Croatia thua 2-0 trước Na Uy tại bảng H vòng loại Euro 2016.

### Eintracht Frankfurt (2016–2018)
Kovač được bổ nhiệm làm huấn luyện viên trưởng của Eintracht Frankfurt vào ngày 8 tháng 3 năm 2016. Ông ra mắt Frankfurt trong trận thua 3-0 trước Borussia Mönchengladbach. Câu lạc bộ chỉ có thể kết thúc mùa giải ở vị trí thứ 16, buộc phải chơi trận play-off xuống hạng với 1. FC Nürnberg. Sau trận hòa lượt đi 1-1 trên sân nhà, Kovač giúp Eintracht trụ lại Bundesliga sau khi giành chiến thắng trận lượt về với tỷ số 1-0 nhờ bàn thắng của Haris Seferović . Kovač đã được Giải thưởng Fair Play từ DOSB vì hành động an ủi các cầu thủ của Nürnberg sau thất bại của họ.
Frankfurt kết thúc mùa giải 2016-17 ở vị trí thứ 11, đáng chú ý họ lọt vào Chung kết DFB-Pokal 2017 (cúp quốc gia Đức), trận chung kết đầu tiên của câu lạc bộ kể từ năm 2006, Frankfurt thua 1-2 trước Borussia Dortmund. Mùa giải 2017-18, Frankfurt đã cạnh tranh một vị trí tham dự cúp châu Âu mùa giải tiếp theo. Kovač thường sử dụng đội hình 3-4-2-1, tập trung vào sự ổn định khu vực phòng ngự và bên cánh. Ông lại đưa Frankfurt đến Chung kết DFB-Pokal 2018 lần thứ hai liên tiếp. Ông đã đánh bại Bayern Munich - đội bóng ông sẽ dẫn dắt mùa sau đó với tỷ số 3-1. Với chiến thắng đó, Kovač đã giúp Frankfurt đạt được danh hiệu đầu tiên kể từ năm 1988. Ông kết thúc với thành tích 38 trận thắng, 20 trận hòa và 33 trận thua trong 91 trận đấu. Adi Hütter trở thành người kế vị.

### Bayern Munich (2018–2019)
Ngày 13 tháng 4 năm 2018, Bayern Munich thông báo Kovač sẽ kế nhiệm huấn luyện viên Jupp Heynckes kể từ mùa giải 2018-19, với hợp đồng 3 năm kéo dài đến ngày 30 tháng 6 năm 2021. Em trai của Kovač, Robert cũng sẽ theo ông đến Munich để làm trợ lý huấn luyện viên. Kovač đã kết thúc hợp đồng với Frankfurt ngày 30 tháng 6 năm 2018 và Bayern đã phải trả một khoản tiền giải phóng hợp đồng của ông Frankfurt - được báo cáo là khoảng 2,2 triệu euro. Kovač là cựu cầu thủ thứ 4 trở thành huấn luyện viên Bayern Munich, sau Søren Lerby, Franz Beckenbauer và Jürgen Klinsmann. Kovač sẽ là người Croatia thứ 3 là huấn luyện viên của Bayern Munich sau Zlatko Čajkovski và Branko Zebec. Kovač chính thức tiếp quản Bayern vào ngày 1 tháng 7 năm 2018  và được giới thiệu chính thức vào ngày 2 tháng 7 năm 2018.
Ngày 12 tháng 8 năm 2018, Kovač đã thắng trận đầu tiên trên cương vị huấn luyện viên của Bayern tại trận tranh Siêu cúp Đức với đội bóng cũ của ông, Eintracht Frankfurt với tỷ số 5-0. Ông đã thắng trận đầu tiên tại Bundesliga với Bayern sau đánh bại 1899 Hoffenheim 3-1 trên sân nhà vào ngày 25 tháng 8. Ngày 19 tháng 5 năm 2019, ông đã dẫn dắt Bayern đến chức vô địch Bundesliga thứ 7 liên tiếp sau chiến thắng 5-1 trên sân nhà trước câu lạc bộ cũ của ông, Eintracht Frankfurt, hơn đội xếp thứ 2 là Borussia Dortmund với khoảng cách 2 điểm. Đây là chức vô địch Bundesliga đầu tiên của Kovač trên cương vị huấn luyện viên.
Ngày 25 tháng 5 năm 2019, Kovač giúp Bayern đánh bại RB Leipzig 3-0 trong trận Chung kết DFB-Pokal 2019. Đó là chiếc cúp quốc gia Đức thứ 2 liên tiếp của Kovač, ông trở thành huấn luyện viên đầu tiên giành cúp 2 năm liên tiếp kể từ khi Felix Magath làm được năm 2005 và 2006, cũng trên cương vị huấn luyện viên Bayern. Kovač cũng trở thành người đầu tiên giành được cú đúp quốc nội cả với tư cách là một cầu thủ và huấn luyện viên tại Đức.
Mùa giải 2019/20, sau 10 lượt trận, Bayern Munich xếp vị trí thứ 4 và sau trận thua Frankfurt 5-1, Niko Kovac bị sa thải.

## Cuộc sống cá nhân
Kovač sinh ngày 15 tháng 10 năm 1971 tại Berlin-Wedding, Tây Berlin, trong một gia đình Croatia đến từ Livno, Bosnia và Herzegovina. Cha mẹ ông là Mato và Ivka di cư từ SFR Nam Tư năm 1970. Ông có hai anh chị em, em trai Robert và chị Nikolina. Kovač cũng có quốc tịch Đức và do đó ông đủ điều kiện để thi đấu cho đội tuyển cho Đức, Croatia và Bosnia-Herzegovina ở cấp độ quốc tế.
Kovač quen với vợ mình là Kristina từ thời tiểu học, sau đó kết hôn năm 1999. Họ có một cô con gái Laura. Kovač là một người Công giáo La Mã. Ông có cuộc sống yên tĩnh bên gia đình, xem trọng giá trị gia đình và cố gắng truyền đạt điều đó đến các cầu thủ của mình.

## Thống kê sự nghiệp

### Câu lạc bộ
| Câu lạc bộ          | Mùa giải            | Vô địch quốc gia    | Vô địch quốc gia | Vô địch quốc gia | Cúp quốc gia | Cúp quốc gia | Cúp liên đoàn | Cúp liên đoàn | Cúp châu lục | Cúp châu lục | Khác    | Khác   | Tổng cộng | Tổng cộng |
| Câu lạc bộ          | Mùa giải            | Hạng đấu            | Số trận          | Số bàn           | Số trận      | Số bàn       | Số trận       | Số bàn        | Số trận      | Số bàn       | Số trận | Số bàn | Số trận   | Số bàn    |
| ------------------- | ------------------- | ------------------- | ---------------- | ---------------- | ------------ | ------------ | ------------- | ------------- | ------------ | ------------ | ------- | ------ | --------- | --------- |
| Hertha Zehlendorf   | 1990–91             | Oberliga Berlin     | 25               | 7                | —            | —            | —             | —             | —            | —            | —       | —      | 25        | 7         |
| Hertha BSC II       | 1990–91             | Oberliga Berlin     | 12               | 1                | —            | —            | —             | —             | —            | —            | —       | —      | 12        | 1         |
| Hertha BSC          | 1991–92             | 2. Bundesliga Nord  | 12               | 0                | 0            | 0            | —             | —             | —            | —            | —       | —      | 12        | 0         |
| Hertha BSC          | 1992–93             | 2. Bundesliga       | 42               | 1                | 3            | 0            | —             | —             | —            | —            | —       | —      | 45        | 1         |
| Hertha BSC          | 1993–94             | 2. Bundesliga       | 32               | 1                | 0            | 0            | —             | —             | —            | —            | —       | —      | 32        | 1         |
| Hertha BSC          | 1994–95             | 2. Bundesliga       | 31               | 2                | 1            | 0            | —             | —             | —            | —            | —       | —      | 32        | 2         |
| Hertha BSC          | 1995–96             | 2. Bundesliga       | 31               | 11               | 2            | 0            | —             | —             | —            | —            | —       | —      | 33        | 11        |
| Hertha BSC          | Tổng cộng           | Tổng cộng           | 148              | 15               | 6            | 0            | —             | —             | —            | —            | —       | —      | 154       | 15        |
| Bayer Leverkusen    | 1996–97             | Bundesliga          | 32               | 3                | 1            | 0            | —             | —             | —            | —            | —       | —      | 33        | 3         |
| Bayer Leverkusen    | 1997–98             | Bundesliga          | 18               | 1                | 3            | 1            | 1             | 0             | 7            | 0            | —       | —      | 29        | 2         |
| Bayer Leverkusen    | 1998–99             | Bundesliga          | 27               | 4                | 1            | 0            | 2             | 0             | 4            | 0            | —       | —      | 34        | 4         |
| Bayer Leverkusen    | Tổng cộng           | Tổng cộng           | 77               | 8                | 5            | 1            | 3             | 0             | 11           | 0            | —       | —      | 96        | 9         |
| Hamburger SV        | 1999–2000           | Bundesliga          | 30               | 8                | 1            | 0            | —             | —             | —            | —            | —       | —      | 31        | 8         |
| Hamburger SV        | 2000–01             | Bundesliga          | 25               | 4                | 1            | 0            | 1             | 0             | 9            | 1            | —       | —      | 36        | 5         |
| Hamburger SV        | Tổng cộng           | Tổng cộng           | 55               | 12               | 2            | 0            | 1             | 0             | 9            | 1            | —       | —      | 67        | 13        |
| Bayern Munich       | 2001–02             | Bundesliga          | 16               | 2                | 3            | 1            | 1             | 0             | 4            | 0            | 2       | 0      | 26        | 3         |
| Bayern Munich       | 2002–03             | Bundesliga          | 18               | 1                | 4            | 0            | 1             | 0             | 2            | 1            | —       | —      | 25        | 2         |
| Bayern Munich       | Tổng cộng           | Tổng cộng           | 34               | 3                | 7            | 1            | 2             | 0             | 6            | 1            | 2       | 0      | 51        | 5         |
| Hertha BSC          | 2003–04             | Bundesliga          | 17               | 1                | 3            | 0            | —             | —             | 1            | 0            | —       | —      | 21        | 1         |
| Hertha BSC          | 2004–05             | Bundesliga          | 30               | 4                | 1            | 0            | —             | —             | —            | —            | —       | —      | 31        | 4         |
| Hertha BSC          | 2005–06             | Bundesliga          | 28               | 3                | 3            | 1            | 1             | 0             | 4            | 0            | —       | —      | 36        | 4         |
| Hertha BSC          | Tổng cộng           | Tổng cộng           | 75               | 8                | 7            | 1            | 1             | 0             | 5            | 0            | —       | —      | 88        | 9         |
| Red Bull Salzburg   | 2006–07             | Bundesliga Áo       | 28               | 6                | 1            | 0            | —             | —             | 6            | 0            | —       | —      | 35        | 6         |
| Red Bull Salzburg   | 2007–08             | Bundesliga Áo       | 25               | 3                | —            | —            | —             | —             | 4            | 0            | —       | —      | 29        | 3         |
| Red Bull Salzburg   | 2008–09             | Bundesliga Áo       | 12               | 0                | 0            | 0            | —             | —             | 3            | 0            | —       | —      | 15        | 0         |
| Red Bull Salzburg   | Tổng cộng           | Tổng cộng           | 65               | 9                | 1            | 0            | —             | —             | 13           | 0            | —       | —      | 79        | 9         |
| Tổng cộng sự nghiệp | Tổng cộng sự nghiệp | Tổng cộng sự nghiệp | 491              | 63               | 28           | 3            | 7             | 0             | 44           | 2            | 2       | 0      | 572       | 68        |
| Nguồn:              |                     |                     |                  |                  |              |              |               |               |              |              |         |        |           |           |

1. 1 2 3  Ra sân ở UEFA Champions League.
2. 1 2 3 4  Ra sân ở UEFA Cup.
3. 1 2 3  Ra sân ở UEFA Champions League và UEFA Cup.
4. ↑  Ra sân ở UEFA Super Cup và Intercontinental Cup.

### Bàn thắng quốc tế
| STT   | Ngáy                | Sân                         | Đối thủ              | Tỷ số | Kết quả | Khuôn khổ                |
| ----- | ------------------- | --------------------------- | -------------------- | ----- | ------- | ------------------------ |
| 1     | 29 tháng 3 năm 2000 | Maksimir, Zagreb            | Đức                  | 1 – 1 | 1 – 1   | Giao hữu                 |
| 2     | 5 tháng 9 năm 2001  | Olimpico, Serravalle        | San Marino           | 1 – 0 | 4 – 0   | Vòng loại World Cup 2002 |
| 3     | 8 tháng 5 năm 2002  | PMFC, Pécs                  | Hungary              | 2 – 0 | 2 – 0   | Giao hữu                 |
| 4     | 11 tháng 6 năm 2003 | A. Le Coq Arena, Tallinn    | Estonia              | 1 – 0 | 1 – 0   | Vòng loại Euro 2004      |
| 5     | 6 tháng 9 năm 2003  | Comunal, Aixovall           | Andorra              | 1 – 0 | 3 – 0   | Vòng loại Euro 2004      |
| 6     | 21 tháng 6 năm 2004 | Estádio da Luz, Lisbon      | Anh                  | 1 – 0 | 2 – 4   | Euro 2004                |
| 7–8   | 26 tháng 3 năm 2005 | Maksimir, Zagreb            | Iceland              | 1 – 0 | 4 – 0   | Vòng loại World Cup 2006 |
| 7–8   | 26 tháng 3 năm 2005 | Maksimir, Zagreb            | Iceland              | 3 – 0 | 4 – 0   | Vòng loại World Cup 2006 |
| 9     | 22 tháng 6 năm 2006 | Gottlieb-Daimler, Stuttgart | Úc                   | 2 – 1 | 2 – 2   | World Cup 2006           |
| 10–11 | 22 tháng 8 năm 2007 | Koševo, Sarajevo            | Bosna và Hercegovina | 3 – 2 | 5 – 3   | Giao hữu                 |
| 10–11 | 22 tháng 8 năm 2007 | Koševo, Sarajevo            | Bosna và Hercegovina | 5 – 3 | 5 – 3   | Giao hữu                 |
| 12    | 24 tháng 5 năm 2008 | Kantrida, Rijeka            | Moldova              | 1 – 0 | 1 – 0   | Giao hữu                 |
| 13    | 31 tháng 5 năm 2008 | Szusza Ferenc, Budapest     | Hungary              | 1 – 0 | 1 – 1   | Giao hữu                 |
| 14    | 6 tháng 9 năm 2008  | Maksimir, Zagreb            | Kazakhstan           | 1 – 0 | 3 – 0   | Vòng loại World Cup 2010 |

### Sự nghiệp huấn luyện
Tính đến 25 tháng 5 năm 2019
| Đội                   | Từ                   | Đến                 | Thống kê | Thống kê | Thống kê | Thống kê | Thống kê | Thống kê             |
| Đội                   | Từ                   | Đến                 | ST       | T        | H        | B        | % thắng  | Tham khảo            |
| --------------------- | -------------------- | ------------------- | -------- | -------- | -------- | -------- | -------- | -------------------- |
| Red Bull Salzburg (A) | 16 tháng 6 năm 2009  | 7 tháng 4 năm 2011  | 54       | 25       | 11       | 18       | 046,30   | [ 13 ] [ 14 ]        |
| Croatia               | 16 tháng 10 năm 2013 | 9 tháng 9 năm 2015  | 19       | 10       | 5        | 4        | 052,63   | [ 19 ] [ 21 ] [ 23 ] |
| Eintracht Frankfurt   | 8 tháng 3 năm 2016   | 30 tháng 6 năm 2018 | 91       | 38       | 20       | 33       | 041,76   | [ 37 ]               |
| Bayern Munich         | 1 tháng 7 năm 2018   | 3 tháng 11 năm 2019 | 65       | 45       | 12       | 8        | 069,23   | [ 40 ]               |
| Tổng cộng             | Tổng cộng            | Tổng cộng           | 229      | 118      | 48       | 63       | 051,53   | —                    |

## Giải thưởng

### Cầu thủ
Lever Leverususen
- Bundesliga Á quân: 1996-1997, 1998-1999

Bayern Munich
- Cúp liên lục địa: 2001
- Bundesliga: 2002
- Cúp bóng đá Đức: 2002

Red Bull Salzburg
- Bundesliga Áo: 2006-07, á quân 2007-08

### Huấn luyện
Eintracht Frankfurt
- Cúp bóng đá Đức: 2017-18

Bayern Munich
- Bundesliga: 2018-19
- Cúp bóng đá Đức: 2018-19
- Siêu cúp Đức: 2018